# Eirik Evjen
Eirik Evjen, es un actor y fotógrafo noruego conocido por haber interpretado a Thomas en la película Glasskår, a Kasper Idland en la miniserie Kampen om tungtvannet y actualmente por dar vida a Sigurd Sønsteby en la serie Nobel.

## Biografía
Eirik sale con la fotógrafa Julianne Leikanger.

## Carrera
En 2008 se unió al elenco principal de la película Max Manus donde dio vida a Sigurd Jacobsen, un miembro de la resistencia noruega durante la Segunda Guerra Mundial.
En el 2015 se unió al elenco principal de la miniserie Kampen om tungtvannet (en inglés: "The Heavy Water War") donde dio vida a Kasper Idland, un miembro de la resistencia "Norwegian Independent Company No.1" durante la Segunda Guerra Mundial. La miniserie cuenta la historia real de los actos de sabotaje contra la planta de producción de agua pesada de la compañía "Norsk Hydro" en Rjukan en el centro de Noruega durante la Segunda Guerra Mundial. En la miniserie compartió créditos con los actores Tobias Santelmann, Torstein Bjørklund, Christian Rubeck, Benjamin Helstad, Espen Klouman Høiner, Mads Sjøgård Pettersen y Christoph Bach.
En el 2016 se unió al elenco principal de la serie Nobel donde interpreta al soldado Sigurd Sønsteby, uno de los miembros de la unidad de Comando Especial de las Fuerzas Armadas de Noruega, "FSK".

## Filmografía

### Series de televisión
| Año             | Título                | Personaje       | Notas                   |
| --------------- | --------------------- | --------------- | ----------------------- |
| 2016 - presente | Nobel                 | Sigurd Sønsteby | 8 episodios             |
| 2015            | Frikjent              | Kjetil          | 4 episodios             |
| 2015            | Kampen om tungtvannet | Kasper Idland   | 6 episodios - miniserie |
| 2008, 2010      | Himmelblå             | Kristoffer      | 4 episodios             |
| 2009            | Harry & Charles       | Cadete          | 3 episodios             |
| 2007            | Berlinerpoplene       | Yngve           | 6 episodios - miniserie |
| 2004            | Skolen                | Marius          | 6 episodios             |
| 2004            | Team Antonsen         | -               | episodio # 1.8          |

### Películas
| Año  | Título                | Personaje       | Notas |
| ---- | --------------------- | --------------- | --- |
| 2008 | Max Manus: Man of War | Sigurd Jacobsen | junto a Aksel Hennie, Christian Rubeck, Nicolai Cleve Broch, Ken Duken, Pål Sverre Hagen y Jakob Oftebro |
| 2002 | Glasskår              | Thomas          | junto a Martin Jonny Raaen Eidissen, Eirik Stigar, Madeleine Johansen, Iben Akerlie y Kai Kennet Hanson  |

### Director de Casting
| Año  | Título           | Notas |
| ---- | ---------------- | ----- |
| 2011 | Oslo, 31. august | -     |

### Departamento de Cámara y Eléctrico
| Año             | Título       | Notas                                                 |
| --------------- | ------------ | ----------------------------------------------------- |
| 2016 - presente | Nobel        | 8 episodios - fotografía fija                         |
| 2017            | De fredløse  | fotografía fija                                       |
| 2016            | Børning 2    | fotografía fija                                       |
| 2016            | Cave         | 8 episodios - fotografía fija (segmentos en la cueva) |
| 2015            | Unge lovende | 6 episodios - fotografía fija                         |
| 2015            | Bølgen       | fotografía fija                                       |

## Premios y nominaciones
| Año  | Categoría  | Premio               | Películas | Resultado |
| ---- | ---------- | -------------------- | --------- | --------- |
| 2002 | Best Actor | Bronze Gryphon Award | Glasskår  | Ganó      |